# Oratorio della Compagnia di Santa Trinita
L'ex-oratorio della Compagnia di Santa Trinita si trova a Prato in  via Santa Trinita.

## Storia e descrizione
Attualmente adibito a negozio, l'oratorio sorse nel Seicento (su progetto di Gherardo Mechini) di fronte all'ormai irriconoscibile complesso di Santa Trinita - tra via Vannucci e via Silvestri - con chiesa (XII secolo) e monastero (1506), soppresso nel Settecento e trasformato in abitazioni.
All'interno, sotto l'intonaco, dovrebbe trovarsi un frammento di affresco di Sebastiano Vini, pubblicato nel 1983, ma da oggi irreperibile.